# Antonio Musu
Antonio Musu (Napoli, 14 maggio 1916 – Pisa, 8 ottobre 1979) è stato un regista, produttore cinematografico e sceneggiatore italiano.

## Biografia
Iniziò a lavorare al cinema nel 1944 come assistente regista per La grande aurora di Giuseppe Maria Scotese. Dal 1948 fu direttore di produzione e quindi produttore di diversi film anche importanti, tra i quali In nome della legge di Pietro Germi e due pellicole di Gillo Pontecorvo, Kapò e La battaglia di Algeri per il quale vinse nel 1967 il Nastro d'argento al miglior produttore. Dietro la macchina da presa diresse alcuni documentari e due film a soggetto tra il 1955 e il 1958, il bellico Il prezzo della gloria e Totò e Marcellino, con Totò e Pablito Calvo. Era sposato dal 1943 con l'attrice Jone Salinas. È deceduto all'età di 63 anni.

## Filmografia

### Regista
- Il prezzo della gloria (1955), anche sceneggiatura
- Totò e Marcellino (1958), anche sceneggiatura

### Direttore di produzione
- In nome della legge di Pietro Germi (1949)
- Il cammino della speranza di Pietro Germi (1950)
- Puccini di Carmine Gallone (1953)
- Prima di sera di Piero Tellini (1954)
- Sinfonia d'amore di Glauco Pellegrini (1954)
- Kapò di Gillo Pontecorvo (1959)
- Le belle famiglie di Ugo Gregoretti (1964)
- La battaglia di Algeri di Gillo Pontecorvo (1966)